# Bôa
Bôa es una banda de rock formada en Londres en 1993 por Ed Herten (baterista), Paul Turrell (tecladista) y Jasmine Rodgers (guitarrista y voz principal).

## Historia
Alex Caird, quien había tocado con Ed otra banda llamada Draggin' Bones, fue llamado para tocar el bajo. La hermana menor de Steve, Jasmine Rodgers, fue invitada a cantar en una parte del coro en una de sus primeras canciones "Fran", ella luego se convertiría en la cantante principal. Ben Henderson, que había tocado con Alex en la banda "Doctor Sky", poco después fue contratado para tocar el saxo.
Su primera presentación fue en enero del 94 en el Foro de Londres como teloneros de Paul Rodgers, padre de Steve y Jasmine. En el verano de ese mismo año, Ed Herten decidió dejar la banda para concentrarse en sus estudios, por lo que ellos buscaron a otro baterista, Lee Sullivan. Él le dio al grupo más ritmo de rock que era el siguiente paso para complementar el ritmo funk que ya tenían y cambiar el saxo por las guitarras con Ben Henderson.
Bôa perfeccionó sus presentaciones a lo largo de todo el sur de Inglaterra y en 1996, aceptaron firmar por una disquera japonesa, Polystar. Aunque el álbum fue grabado y producido en Inglaterra, Jasmine y Steve viajaron a Japón en 1998 para promover su álbum debut "Race of a Thousand Camels", que fue lanzado solo en ese país.
Su primer sencillo, "Duvet", se utilizó como la canción principal de una nueva serie de anime llamada "Serial Experiments Lain".
En el 2000, Ben Henderson deja la banda para concentrarse en su banda propia, Moth, junto a su esposa, cantante y compositora Tina. Luego, Bôa firmó con Geneon (exPioneer), distribuidores de Lain en USA, realizaron un concierto en vivo en la convención Otakon en el mismo año, siendo bien recibidos
En el 2001, Bôa lanza su álbum debut en USA "Twilight", bajo el sello de Pioneer. Pero ese mismo año tuvieron otra baja: Paul Turrell deja la banda por intereses propios.
La banda empieza a grabar su tercer álbum el 2003 pero fue lanzada hasta el 2005, "Get There".
En 2024 la banda se reactiva con sencillos empezando con Walk With Me y dan inicio a una gira por USA y otros países.

## Miembros
Miembros actuales
- Jasmine Rodgers – voces, percusión, guitarra (desde 2023) (1993–presente)
- Alex Caird – bajo (1993–presente)
- Lee Sullivan – batería, percusión, teclados (1994–presente)

Miembros anteriores
- Paul Turrell – teclados, percusión, guitarras, arreglos de cuerdas (1993–2001) (fallecido en 2017)
- Ed Herten – batería, percusión (1993–1994)
- Ben Henderson – guitarras, saxofón, percusión (1993–2000)
- Steve Rodgers – guitarras, coros (1993–2005)

Línea de tiempo

## Discografía
Álbumes de estudio
- The Race of a Thousand Camels (1998; relanzado como Twilight en 2001)
- Get There (2005)
- Whiplash (2024)

EPs
- Duvet (1997)
- Tall Snake EP (1999)

#### Sencillos:
- "Duvet" (1998)
- "Walk with Me" (2024)
- "Beautiful & Broken" (2024)
- "Worry" (2024)
- "Whiplash" (2024)
- "Vienna" (2024)

Soundtracks y apariciones en compilaciones
- Serial Experiments Lain OST 'Duvet' (1998)
- Duvet on 20th Anniversary Of Polystar Collection Vol.1 Female Vocal Love Songs (2000)
- Serial Experiments Lain Soundtrack: Cyberia Mix 'Duvet remix' (2003)